# Парламентские выборы в Пакистане (2018)
Всеобщие выборы 2018 года в Пакистане прошли 25 июля. Срок полномочий действовавшего правительства под руководством Шахида Хакана Аббаси от партии «ПМЛ (Н)» истёк 31 мая 2018 года, после чего власть в стране перешла к временному правительству во главе с Насирулом Мульком, которое провело всеобщие выборы. На них избраны депутаты Национальной ассамблеи Пакистана от одномандатных округов.
В результате выборов победу одержала партия ПТИ во главе с Имраном Ханом, в то время как основная оппозиционная ему партия ПМЛ (Н) заявляла о крупномасштабных фальсификациях. ЦИК категорически отрицала обвинения в махинациях.

## Предвыборная обстановка
В результате выборов 2013 года Пакистанская мусульманская лига (Н) под руководством Наваза Шарифа получила 166 мест Ассамблеи и стала крупнейшей парламентской партией. Хотя ей не хватало голосов для парламентского большинства, Наваз Шариф смог сформировать правительство после присоединения к партии нескольких беспартийных депутатов.
Партия Техрик-е-Инсаф, основанная известным игроком в крикет Имраном Ханом, не оправдала возлагавшихся на неё ожиданий и получила в 2013 году лишь 35 мест, хотя и стала при этом 3-й по величине партией в Ассамблее. Тем не менее, партия Имрана Хана смогла сформировать коалиционное правительство в неспокойной провинции Хайбер-Пахтунхва.
Международный консорциум журналистов-расследователей (ICIJ) опубликовал 3 апреля 2016 года 11,5 млн секретных документов, известных как «Панамские документы». Из опубликованных документов выяснилось, что премьер-министр Наваз Шариф и его брат Шахбаз Шариф владели восемью оффшорными компаниями.
Шариф отказался подать в отставку. 29 августа 2016 года Имран Хан при поддержке нескольких политических лидеров Пакистана подал петицию в Верховный суд для лишения Шарифа поста премьер-министра и депутатских полномочий. Верховный суд решил против дисквалификации Шарифа, но призвал к созданию Совместной следовательской группы для дальнейшего расследования. После доклада созданной группы Верховный суд 28 июля 2017 года единогласно постановил лишить Наваза Шарифа поста премьер-министра и изгнать его из парламента.

## Избирательная система
В Национальную ассамблею Пакистана входят 342 депутата, которые избираются двумя методами. 272 депутата избираются в одномандатных округах простым большинством голосов. Кроме этого, 60 мандатов зарезервированы для женщин и 10 — для религиозных меньшинств, они представляют собой пропорциональное представительство с избирательным барьером 5 %. Срок депутатских полномочий — 5 лет.
Квота для религиозных меньшинств (то есть немусульман) распределяется по партиям пропорционально голосованию за них по стране, а квота для женщин — на основе пропорционального представительства по провинциям.
Распределение мест по провинциям:
| Провинция/Зона                              | Мест в парламенте | Женщины | Немусульмане | Всего |
| ------------------------------------------- | ----------------- | ------- | ------------ | ----- |
| Белуджистан                                 | 14                | 3       | 10           | 17    |
| Хайбер-Пахтунхва                            | 35                | 8       | 10           | 43    |
| Пенджаб                                     | 148               | 35      | 10           | 183   |
| Синд                                        | 61                | 14      | 10           | 75    |
| Федерально управляемые племенные территории | 12                | -       | 10           | 12    |
| Федеральная столичная территория            | 2                 | -       | 10           | 2     |
| Всего                                       | 272               | 60      | 10           | 342   |

## Опросы общественного мнения

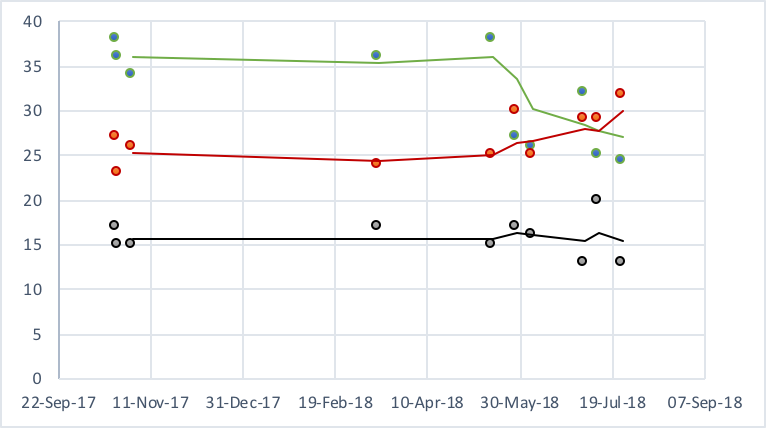
Парламентские выборы 2018 года: Общенациональные опросы общественного мнения по политическим партиям.

ПМЛ (Н) Техрик-е-Инсаф ПНП

## Результаты
| Партия                                                          | Партия                              | Голосса    | %     | Мест    | Мест    | Мест        | Мест  | Мест  |
| Партия                                                          | Партия                              | Голосса    | %     | Избрано | Квота   | Квота       | Всего | +/-   |
| Партия                                                          | Партия                              | Голосса    | %     | Избрано | Женщины | Меньшинства | Всего | +/-   |
| --------------------------------------------------------------- | ----------------------------------- | ---------- | ----- | ------- | ------- | ----------- | ----- | ----- |
|                                                                 | Техрик-е-Инсаф                      | 16 851 240 | 31,87 | 116     | 28      | 5           | 149   | ▲114  |
|                                                                 | Пакистанская мусульманская лига (Н) | 12 896 356 | 24,40 | 64      | 16      | 2           | 82    | ▼84   |
|                                                                 | Пакистанская народная партия        | 6 901 675  | 13,05 | 43      | 9       | 2           | 54    | ▲ 12  |
|                                                                 | Муттахида маджлис-э-амаль           | 2 541 520  | 4,85  | 12      | 2       | 1           | 15    | ▼4    |
|                                                                 | Движение Муттахида Кауми            | 729 767    | 1,38  | 6       | 1       | 0           | 7     | ▼17   |
|                                                                 | Пакистанская мусульманская лига (К) | 515 258    | 0,98  | 4       | 1       | 0           | 5     | ▲3    |
|                                                                 | Белуджистанская партия Авами        | 317 290    | 0,60  | 4       | 1       | 0           | 5     | новая |
|                                                                 | Белуджистанская национальная партия | 215 589    | 0,45  | 3       | 1       | 0           | 4     | новая |
|                                                                 | Большой демократический альянс      | 1 257 354  | 2,25  | 2       | 1       | 0           | 3     | ▼4    |
|                                                                 | Национальная партия Авами           | 808 229    | 1,54  | 1       | 0       | 0           | 1     | ▼2    |
|                                                                 | Мусульманская лига Авами            | 117 719    | 0,23  | 1       | 0       | 0           | 1     | 0     |
|                                                                 | Республиканская национальная партия | 23 397     | 0,04  | 1       | 0       | 0           | 1     | ▲1    |
|                                                                 | Техрик-и-Лаббаик                    | 2 231 697  | 4,22  | 0       | 0       | 0           | 0     | новая |
|                                                                 | Пахтунхванская партия Милли Авами   | 134 270    | 0,25  | 0       | 0       | 0           | 0     | ▼4    |
|                                                                 | Прочие партии                       | 1 301 735  | 2,64  | 0       | 0       | 0           | 0     |       |
|                                                                 | Независимые                         | 6 018 181  | 11,44 | 13      | 0       | 0           | 13    | ▲5    |
| Перенесено                                                      | Перенесено                          | -          | -     | 2       | -       | -           | 2     | -     |
| Недействительных/пустых бюллетеней                              | Недействительных/пустых бюллетеней  |            | -     | -       | -       | -           | -     | -     |
| Всего                                                           | Всего                               | 52,861,277 | 100   | 272     | 60      | 10          | 342   | 0     |
| Зарегистрированных бюллетеней/Явка                              | Зарегистрированных бюллетеней/Явка  |            | 51.7  | -       | -       | -           | -     | -     |
| Источник: ЦИК Архивная копия от 28 июля 2018 на Wayback Machine |                                     |            |       |         |         |             |       |       |